# Kuwayama hyalina
Kuwayama hyalina är en insektsart som beskrevs av Caldwell 1944. Kuwayama hyalina ingår i släktet Kuwayama och familjen spetsbladloppor. Inga underarter finns listade i Catalogue of Life.